# باشگاه فوتبال کترینگ تاون
باشگاه فوتبال کترینگ تاون یک باشگاه فوتبال مستقر در بارتون لاتیمر، نورث‌همپتون‌شر ، انگلستان است. آن‌ها در حال حاضر هستند و بازی در لاتیمر پارک در بارتون لاتیمر انجام می‌شود. کترینگ تاون یکمین باشگاهی بود که در سال ۱۹۷۶ از حامی مالی پیراهن خود استفاده کرد و از سال ۲۰۲۱، گلزنان برتر جام حذفی تمام دوران است.
1. ↑  FA Cup: Facts, Records & Statistics[پیوند مرده] 888 Sports